# 土佐女子短期大学
土佐女子短期大学（日语：／ Tosa Joshi Tanki Daigaku *），简称土佐女，是过去一所位于日本高知县高知市的私立短期大学。

## 概要

### 简介
- 学校最早可以追溯到1902年[1]。短期大学为于1993年开办[2]、由学校法人土佐女子学园经营、招生到于2004年[2]、停办于2006年。

### 历史
- 1993年 土佐女子短期大学成立并同时设置两个学科、以下列举。
  - 英语科
  - 秘书科
- 2004年 招生最后、次年停止招生（正式停办于2006年6月14日[2]）。

## 学校环境
- 校区：在了高知县高知市[注 1]

## 历任校长
- 作田芳次：第一代短期大学校长[3]。

## 组织

### 学科
- 英语科
- 秘书科

### 专科
| - 没有 |

### 业余课程
| - 没有 |

## 相关链接
- 日本短期大学列表